# Arrondissement de Tonnerre
L'arrondissement de Tonnerre est une ancienne subdivision administrative française du département de l'Yonne créée le 17 février 1800 et supprimée le 10 septembre 1926. Les cantons furent rattachés à l'arrondissement d'Avallon.

## Composition
Il comprenait les cantons de Ancy-le-Franc, Cruzy-le-Châtel, Flogny-la-Chapelle, Noyers et Tonnerre.

## Sous-préfets
| Période           | Période           | Identité                   | Fonction précédente                               | Observation                                                              |
| ----------------- | ----------------- | -------------------------- | ------------------------------------------------- | ------------------------------------------------------------------------ |
|                   |                   |                            |                                                   |                                                                          |
| ca 1809           |                   | François Ligeret de Chazey |                                                   |                                                                          |
| 1er juillet 1873  | 6 janvier 1874    | Charles Arson              | Sous-préfet de Falaise                            | Nommé sous-préfet de Briey                                               |
| 1870              | 1871              | marquis de Montferrier     |                                                   |                                                                          |
| 17 novembre 1880  | 15 décembre 1880  | Bernard Faget              |                                                   | Nommé sous-préfet de Mirande                                             |
| 15 décembre 1880  | 13 février 1886   | Gaston Diény               | Conseiller de préfecture du Territoire-de-Belfort | Nommé secrétaire général de la préfecture du Doubs                       |
|                   |                   |                            |                                                   |                                                                          |
| 13 septembre 1897 | 31 juillet 1901   | Albert Lambert-Rochet      | Sous-préfet d'Uzès                                | Nommé sous-préfet d'Oloron                                               |
| 31 juillet 1901   | 30 juillet 1906   | Louis Monnot des Angles    | Secrétaire général de la préfecture du Morbihan   | Mis en disponibilité sur sa demande                                      |
| 30 juillet 1906   | 12 octobre 1916   | René Bassignot             | Secrétaire général de la préfecture de l'Yonne    | Nommé sous-préfet de Pont-l'Évêque                                       |
| 10 octobre 1916   | 26 février 1920   | Fernand Herfray            | Sous-préfet d'Espalion                            | Nommé Appelé sur sa demande à d'autres fonctions                         |
| 26 février 1920   | 22 septembre 1926 | Auguste Perrin             | Chef de service de préfecture du Nord             | Rattaché à la préfecture de l'Yonne à la fermeture de la sous-préfecture |